# Robert Lamartine
Robert Lamartine (født 15. juni 1935, død 16. januar 1990) var en fransk fodboldspiller (midtbane).
Lamartine spillede blandt andet for Reims, hvor han var med til at vinde både det franske mesterskab og pokalturneringen Coupe de France i 1958. Han var også med til at nå Mesterholdenes Europa Cup finale 1959, der dog blev tabt til spanske Real Madrid.
Senere i karrieren spillede Lamartine også for Angers, Montpellier og Rennes

## Titler
Ligue 1
- 1958 med Reims

Coupe de France
- 1958 med Reims